# Eubaphe fieldi
Eubaphe fieldi är en fjärilsart som beskrevs av Fletcher 1954. Eubaphe fieldi ingår i släktet Eubaphe och familjen mätare. Inga underarter finns listade i Catalogue of Life.